# پیمان نیستاد
پیمان نیستاد (به روسی: Ништадтский мир، به فنلاندی: Uudenkaupungin rauha، به سوئدی: Freden i Nystad، به استونیایی: Uusikaupunki rahu) آخرین پیمان صلح در پایان جنگ بزرگ شمالی بود که پس از شکست‌های امپراتوری سوئد در مقابل روسیه تزاری در ۱۰ سپتامبر [سبک قدیمی: ۳۰ اوت] ۱۷۲۱ میان دو طرف بسته شد. این پیمان در نیستاد شهر سوئدی آن زمان یا اوسی‌کاوپونکی (به فنلاندی: Uusikaupunki) در جنوب غربی فنلاند امروزی منعقد گشت. پیمان‌های سوئد با طرف‌های دیگر جنگ شامل معاهدات استکهلم (۱۷۱۹ و ۱۷۲۰) و پیمان فردریکسبورگ (۱۷۲۰) بود.
مطابق این پیمان، امپراتوری سوئد مجبور شد تا از بخش‌های زیادی از قلمروش مانند اینگریا، لیوونی، استونی و نیز از قسمتی از فنلاند چشم‌پوشی کند.

## پیش‌زمینه
در طول جنگ بزرگ شمالی، پتر یکم تزار روسیه تمام متصرفات سوئد در سواحل شرقی دریای بالتیک شامل اینگریا (جایی که در سال ۱۷۰۳ شروع به ساختن جدید پایتخت روسیه یعنی سنت پترزبورگ کرد)، استونی و لیوونی (که در سال ۱۷۱۰ تسلیم شده بودند) و فنلاند را اشغال کرده بود. شکست‌های سوئد در مقابل روسیه، مشترک‌المنافع لهستان-لیتوانی و دانمارک-نروژ، این کشور را وادار به پذیرش معاهدات صلح کرد.

## تصویب و مفاد

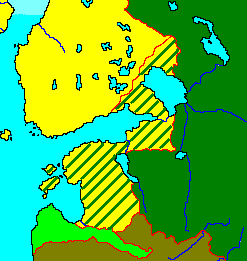
سرزمین‌هایی که با پیمان نیستاد به روسیه الحاق گشت

اپیمان نیستاد در ۱۰ سپتامبر [سبک قدیمی: ۳۰ اوت] ۱۷۲۱ در نیستاد شهر سوئدی آن زمان یا اوسی‌کاوپونکی (به فنلاندی: Uusikaupunki) در جنوب غربی فنلاند امروزی، منعقد گشت. در این پیمان فردریک یکم، پادشاه سوئد الحاق استونی، لیوونی، اینگریا و جنوب شرقی فنلاند را به روسیه در ازای دو میلیون تالر نقره به رسمیت شناخت و در مقابل، روسیه بخش عمده‌ای از فنلاند را به حکومت سوئد بازگرداند.

## میراث

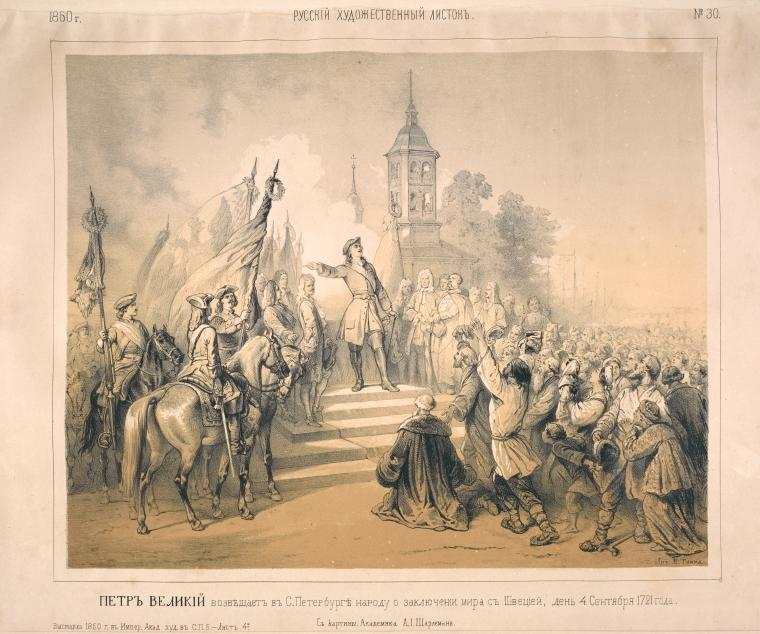
پتر یکم صلح نیستاد را در سال ۱۷۲۱ در میدان ترینیتی روسیه اعلام می‌کند.

پیمان نیستاد تغییر قاطعی را که جنگ بزرگ شمالی در موازنه قدرت اروپا ایجاد کرده بود نشان داد. دوران امپراتوری سوئد پایان یافت، سوئد وارد عصر آزادی شد و در مقابل، روسیه به عنوان یک امپراتوری جدید در پهنه قاره ظاهر شد.
این معاهده حقوق اشراف آلمانی بالتیک را در استونی و لیوونی برای حفظ سیستم مالی، مرز گمرکی موجود، استقلال، مذهب لوتری و زبان آلمانی خود تضمین کرد.  جایگاه ویژه‌ای که شکست امپراتوری سوئد و پیمان نیستاد برای روسیه به ارمغان آورد توسط تمام امپراتورهای روسیه از خود پتر تا الکساندر دوم تصدیق شد.